# Nghiên cứu y học

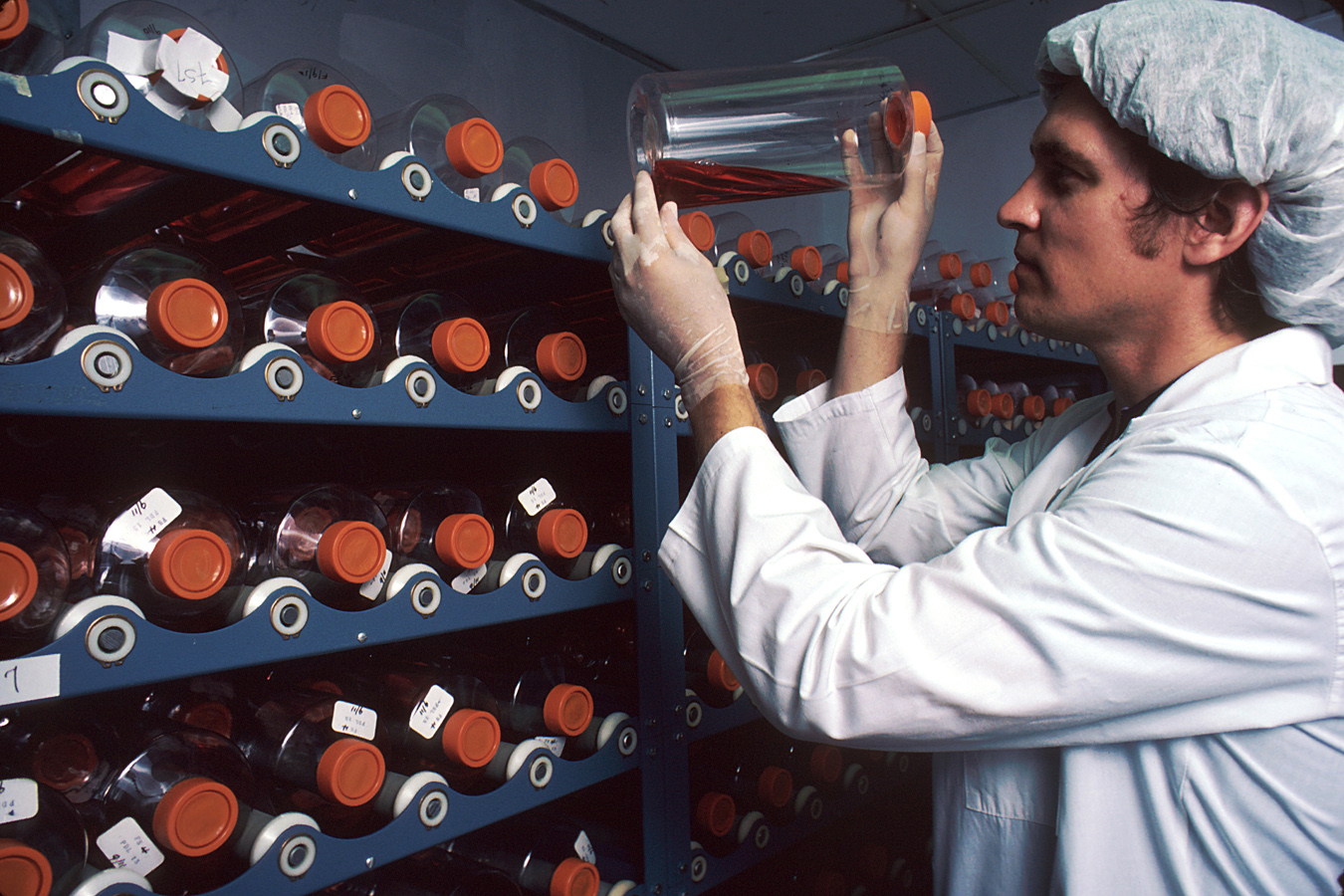
Lọ nuôi cấy tế bào.

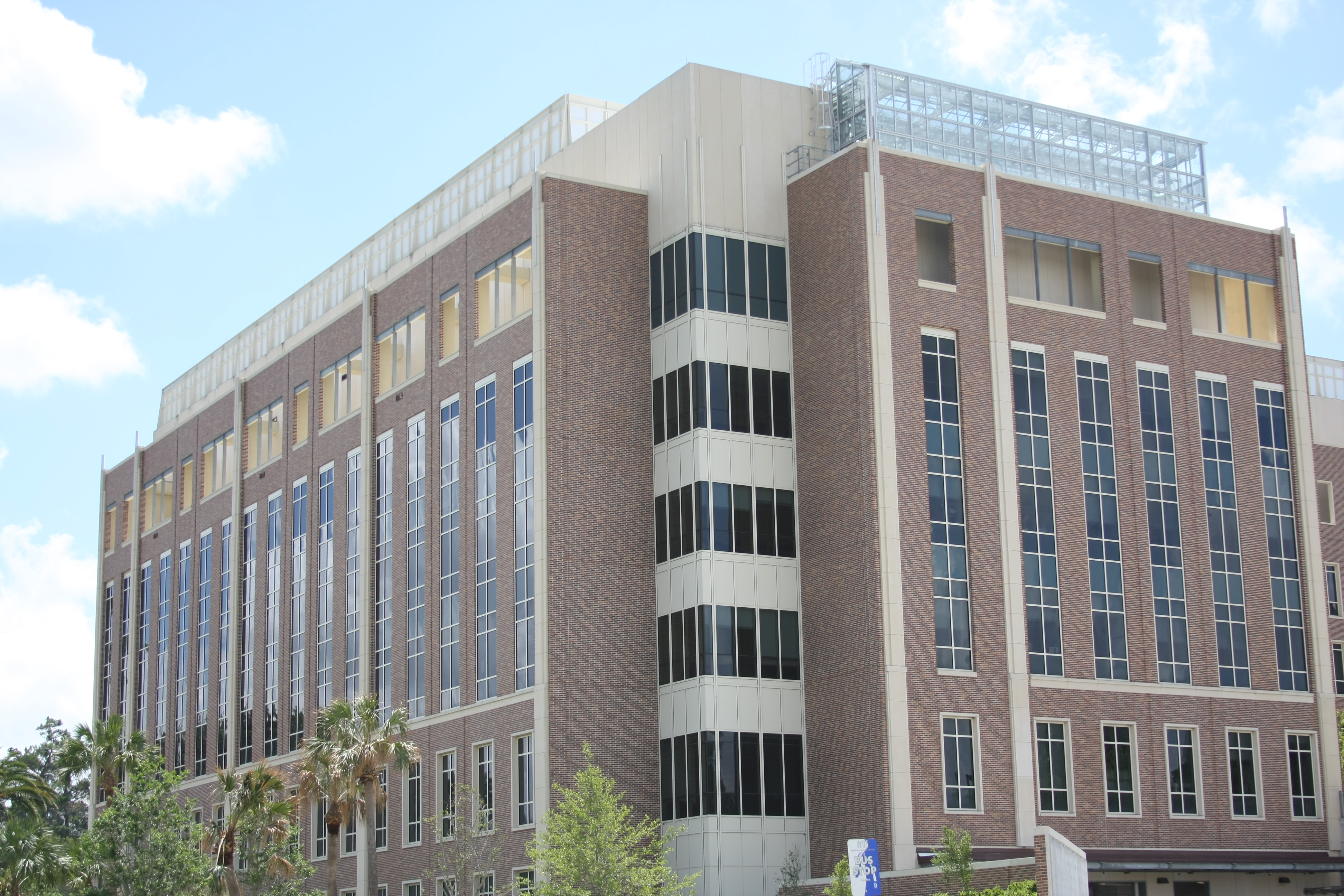
Tổ hợp nghiên cứu di truyền và ung thư của Đại học Florida là một cơ sở nghiên cứu y học tích hợp

Nghiên cứu y học, nghiên cứu y sinh (hoặc y học thực nghiệm) bao gồm một loạt các nghiên cứu, mở rộng từ " nghiên cứu cơ bản ",  – liên quan đến nguyên tắc khoa học cơ bản mà có thể áp dụng đối với một hiểu biết tiền lâm sàng – để nghiên cứu lâm sàng, trong đó bao gồm các nghiên cứu về những người có thể là đối tượng trong các thử nghiệm lâm sàng. Trong phạm vi dải nghiên cứu này này là nghiên cứu ứng dụng, hoặc nghiên cứu chuyển giao, được tiến hành để mở rộng kiến thức trong lĩnh vực y học.
Cả hai giai đoạn nghiên cứu lâm sàng và tiền lâm sàng đều tồn tại trong các con đường phát triển dược phẩm của ngành dược phẩm, trong đó giai đoạn lâm sàng được biểu thị bằng thuật ngữ thử nghiệm lâm sàng. Tuy nhiên, chỉ một phần của nghiên cứu lâm sàng hoặc tiền lâm sàng được định hướng theo mục đích dược phẩm cụ thể. Nhu cầu hiểu biết cơ bản và dựa trên cơ chế, chẩn đoán, thiết bị y tế và liệu pháp phi dược phẩm có nghĩa là nghiên cứu dược phẩm chỉ là một phần nhỏ trong nghiên cứu y học.
Tuổi thọ ngày càng tăng của con người trong thế kỷ qua có thể được quy cho đáng kể nhờ những tiến bộ từ nghiên cứu y học. Trong số những lợi ích chính của nghiên cứu y học là vắc-xin phòng bệnh sởi và bại liệt, điều trị insulin cho bệnh tiểu đường, nhóm kháng sinh để điều trị bệnh sốt rét, thuốc điều trị huyết áp cao, cải thiện phương pháp điều trị AIDS, statin và các phương pháp điều trị khác cho bệnh xơ vữa động mạch, phẫu thuật mới các kỹ thuật như vi phẫu, và điều trị ung thư ngày càng thành công.    Các xét nghiệm và phương pháp điều trị mới, có lợi được dự kiến là kết quả của Dự án Bộ gen người. Tuy nhiên, vẫn còn nhiều thách thức, bao gồm sự xuất hiện của tình trạng kháng kháng sinh và dịch bệnh béo phì.
Hầu hết các nghiên cứu trong lĩnh vực này được  các nhà khoa học y sinh thực hiện, nhưng những đóng góp đáng kể được thực hiện bởi các nhà sinh học khác. Nghiên cứu y học về con người, phải tuân thủ nghiêm ngặt đạo đức y tế được nêu trong Tuyên bố Helsinki và hội đồng xét duyệt bệnh viện nơi nghiên cứu được tiến hành. Trong mọi trường hợp, đạo đức nghiên cứu là điều cần thiết.